# Желехув (Ґродзиський повіт)
Желехув (пол. Żelechów) — село в Польщі, у гміні Жаб'я Воля Ґродзиського повіту Мазовецького воєводства.
Населення — 751 особа (2011).
У 1975-1998 роках село належало до Скерневицького воєводства.

## Демографія
Демографічна структура станом на 31 березня 2011 року:
|          | Загалом | Допрацездатний вік | Працездатний вік | Постпрацездатний вік |
| -------- | ------- | ------------------ | ---------------- | -------------------- |
| Чоловіки | 374     | 91                 | 249              | 34                   |
| Жінки    | 377     | 82                 | 230              | 65                   |
| Разом    | 751     | 173                | 479              | 99                   |